# Фільмографія
Фільмогра́фія (англ. filmography) — галузь знання, яка вивчає методи і принципи опису фільмів у довідникових працях. Фільмографія є допоміжної областю кінознавства та основою досліджень з питань кіномистецтва. До завдань фільмографії входять опис і формулювання теми фільму, короткий виклад його змісту та стисла ідейно-художня оцінка. До області фільмографії відноситься і систематизація даних про діяльність окремих виробничих організацій й усього кінематографа в цілому, а також систематизація фільмів за темами та жанрами.

## Види фільмографії
Фільмографія поділяється на анотовану, тематичну, хронологічну, за жанрами, поточної продукції та ін. Вона складається у формі довідників, покажчиків, оглядів.
- Анотована фільмографія складається із стислого визначення теми, жанру, викладення змісту, короткої оцінки художньо-ідейної якості твору, основних виробничих даних — назви, кіностудії або фірми, яка випустила фільм, метражу, кількості частин, дати виробництва і випуску на екран, складу знімальної групи, переліку акторів.

- Хронологічна фільмографія надає можливість простежити зростання виробництва кінострічок щорічно, розвиток кінематографа в цілому та роботу окремих кіностудій, етапи творчої діяльності творців фільмів.

- Тематична фільмографія є матеріалом для вивчення питань, пов'язаних із розробкою окремих тем у кіномистецтві.